# Adamo Tadolini

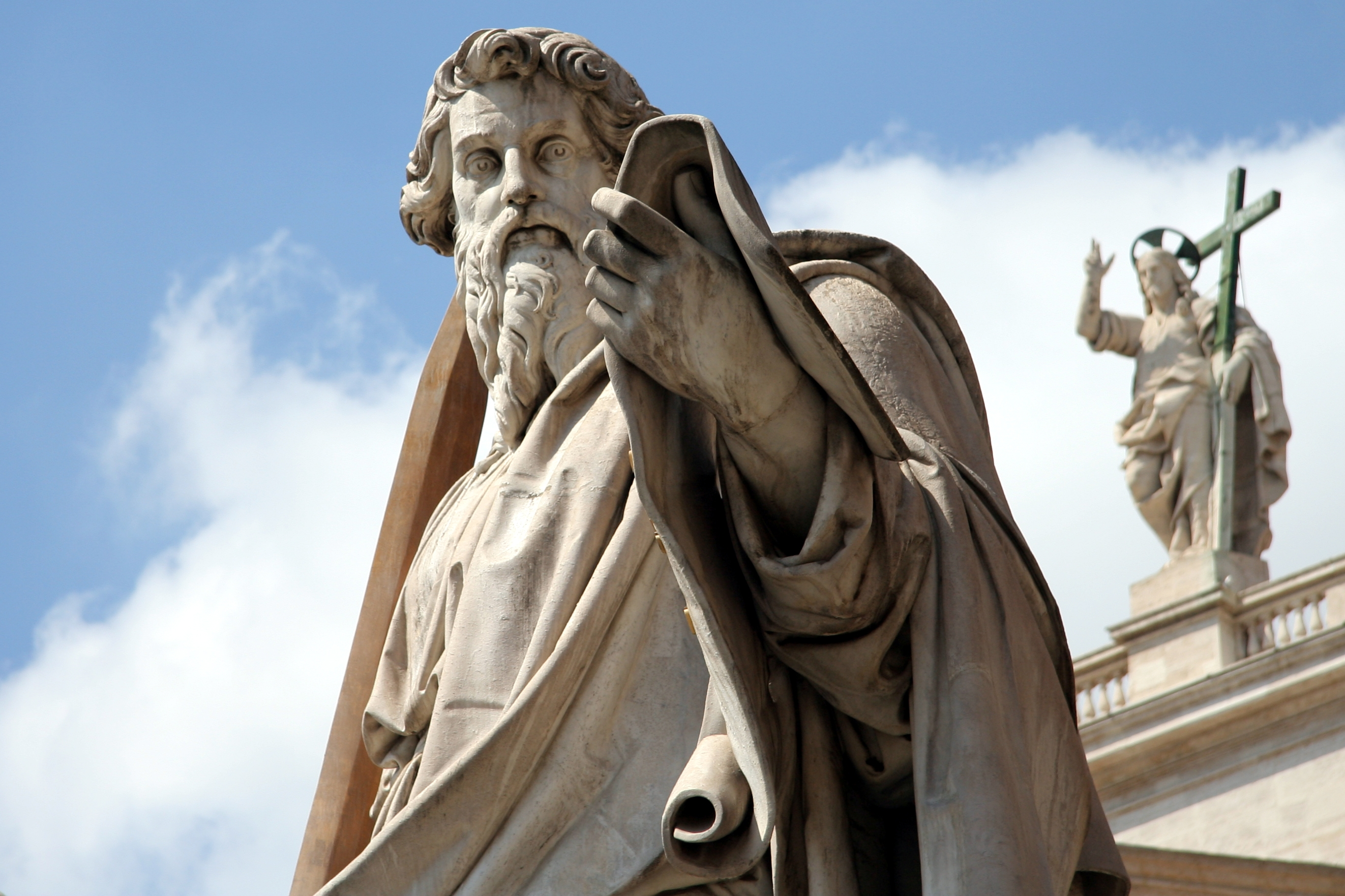
Statua di San Paolo realizzata da Adamo Tadolini per la Basilica di San Pietro

Adamo Tadolini (Bologna, 21 dicembre 1788 – Roma, 16 febbraio 1868) è stato uno scultore italiano.

## Biografia
Dopo aver frequentato l'Accademia di belle arti di Bologna, nel 1814 si trasferì a Roma, dove fu allievo del Canova del quale proseguì la tradizione neoclassica. Nel 1820 sposò l'intagliatrice Serafina Passamonti e nel 1825 fu nominato Accademico presso l'Accademia di San Luca. Nel 1830 rifiutò l'incarico di professore di scultura nell'Accademia di Bologna. Anche il figlio Scipione e il nipote Giulio furono scultori.

## Opere
Tra le sue opere principali: 
- Statua di San Paolo, in piazza San Pietro, Roma
- Statua della Religione, nella Basilica Vaticana, Roma
- Complesso statuario in marmo per la tomba di Begum Samru, nella chiesa di Nostra Signora delle Grazie, Sardhana (India), 1842
- Statua di David, nel basamento della Colonna dell'Immacolata Concezione, nei pressi di Piazza di Spagna, Roma (1857)
- i monumenti equestri in bronzo al Libertador Simón Bolívar, eretti nel 1859 a Lima e nel 1874 a Caracas
- Monumento sepolcrale del Cardinal Lante, chiesa di San Pietro a Bologna, 1858
- Ebe 1825 Museo del Prado a Madrid

Da segnalare che presso Villa Carlotta a Tremezzo è visibile una replica della scultura "Amore e Psiche" commissionata ad Antonio Canova dal principe russo Yussupoff (oggi conservata al museo Ermitage di San Pietroburgo) eseguita tra il 1818 e il 1820 da Adamo Tadolini, derivata dal modello originale che lo stesso Canova aveva donato all'allievo prediletto Tadolini con l'autorizzazione di trarne quante copie ne volesse.